# Cérès Philatélie
Pour les articles homonymes, voir Cérès.
Cérès Philatélie est une maison d'édition philatélique française fondée par un industriel, Roger Lœuillet. Elle tire son nom et son logotype du premier type de timbre d'usage courant français, dénommé par les philatélistes type Cérès.

## Le catalogue
Depuis 1947, la maison d'édition publie un des trois catalogues de cotation de référence en France pour les timbres de métropole, des anciennes colonies françaises et des collectivités et territoires d'outre-mer, avec Yvert et Tellier et Dallay. Cérès a été le premier éditeur philatélique à imprimer le catalogue des timbres de France en couleurs. Depuis les années 1990, il revendique avoir des cotes les plus proches des prix réellement pratiqués sur le marché philatélique. Comme Yvert et Tellier, le catalogue Cérès des timbres de France est vendu depuis le début des années 2000 avec le cd-rom correspondant pour lutter contre la concurrence du nouvel éditeur Dallay.
En juin 2006, en même temps que Le petit Yvert d'Yvert et Tellier, Cérès publie le Cérès Junior, correspondant au catalogue des timbres de France dans un format réduit ; similaire à des éditions simplifiées existant chez plusieurs éditeurs étrangers, par exemple le Junior-Katalog de Michel pour l'Allemagne. De format réduit, son prix est de 9,90 € (19,90 à 20 € pour un catalogue de France habituel chez les trois éditeurs concurrents en 2006).
Au cours des années 2007-2008, la société International Collectible Network, dont le principal actionnaire est l'homme d'affaires Armand Rousso, fait l'acquisition du catalogue Cérès pour le fusionner avec les catalogues Dallay et celui alors disparu issu du négoce d'Arthur Maury.

## Autres
Les autres publications le sont sous le nom de l'Office philatélique de Paris, puis Éditions philatéliques de Paris. Par ailleurs, la maison Cérès vend également du matériel de collection et organise des ventes sur offres.